# Burg-Lichtspiele

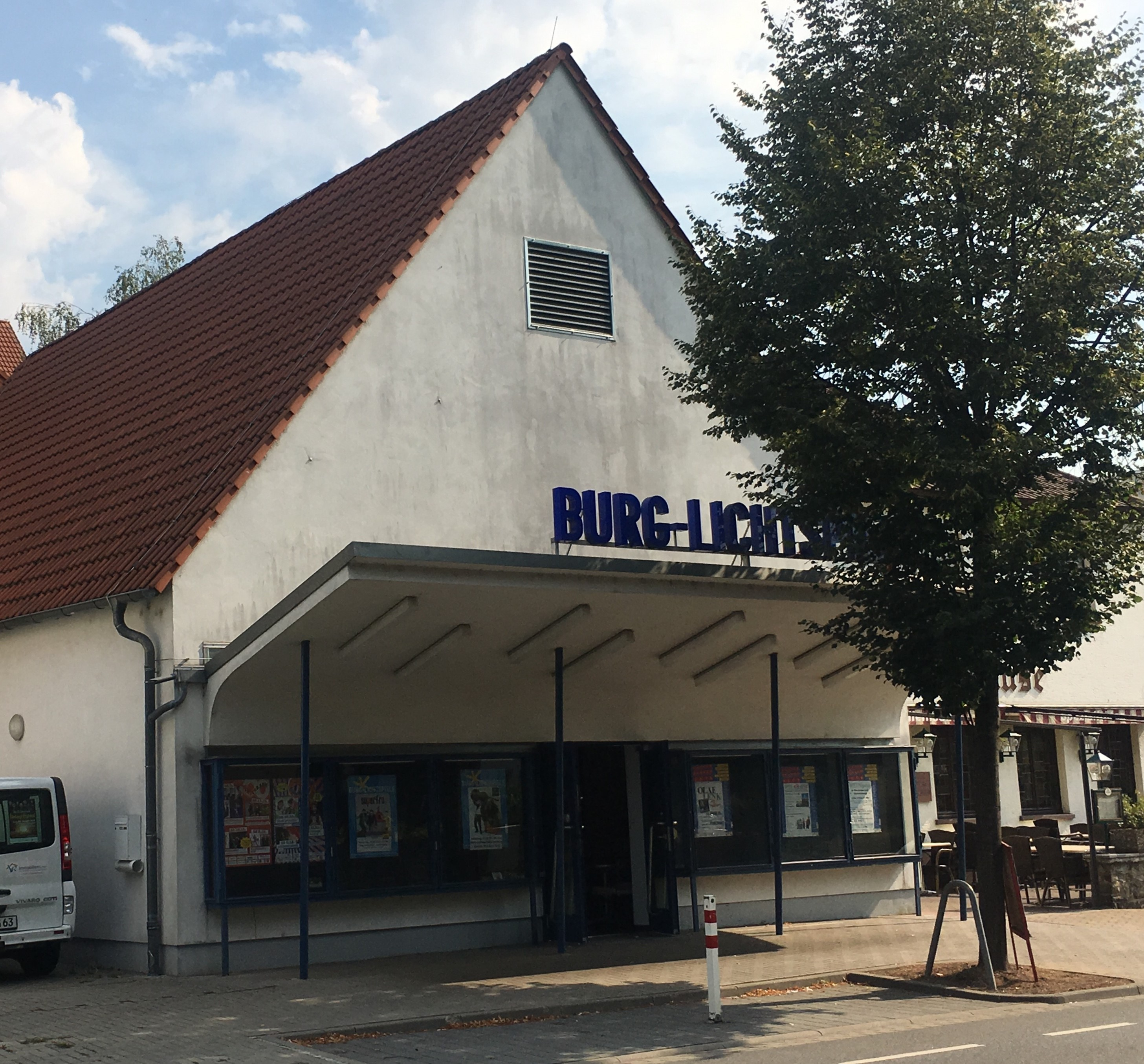
Burg-Lichtspiele

Die Burg-Lichtspiele (heute Kommunales Kino Mainspitze) sind ein Lichtspielhaus in der südhessischen Stadt Ginsheim-Gustavsburg. Das Gebäude in der Darmstädter Landstraße 62 wurde 1899 als Kapelle der evangelischen Kirchengemeinde Gustavsburg errichtet. Nach Zwischennutzungen als Kaserne, Turnhalle und Schulraum wurde dort Ende der 1940er Jahre durch den späteren Filmproduzenten Kurt Palm ein Kino eingerichtet.

## Geschichte
In der beständig wachsenden Industriegemeinde gründete sich im Jahr 1896 eine evangelische Kirchengemeinde. Als Betsaal diente ein Raum im ersten Stock des Schulgebäudes in der Dr.-Herrmann-Straße. Dort fand an jedem dritten Sonntag nachmittags ein Gottesdienst statt. Die unbefriedigende räumliche Situation führte jedoch schnell zur Gründung eines Evangelischen Vereins, der als Bauträger für die Errichtung einer Kirche fungieren sollte.
Die Verhandlungen zum Ankauf eines Grundstücks gestalteten sich schwierig. Der Verein fand anfänglich nur ein abgelegenes Stück Land in der Nähe des Maindammes. Erst am 8. August 1899 konnte ein Bauplatz im Ortszentrum an der Darmstädter Landstraße erworben werden und drei Wochen später, am 28. August 1899, erteilte das zuständige Kreisamt Groß-Gerau die Baugenehmigung. Binnen drei Monaten wurde für die Summe von 7.200 Goldmark eine Notkapelle errichtet. Ausgeführt wurde sie als schlichter giebelständiger Fachwerkbau. Dem Satteldach war an seiner Stirnseite ein kleiner Dachreiter aufgesetzt, in dem zwei Glocken hingen. Anlässlich der Feier des 2. Advents am 10. Dezember 1899 wurde die Kapelle durch den Superintendenten Waas im Beisein des Oberkonsistorialrates Walz geweiht.
17 Jahre lang diente die Kapelle der evangelischen Kirchengemeinde für ihre Gottesdienste, dann zog sie in den in unmittelbarer Nähe entstandenen Neubau um. Während der Besetzung des Ortes infolge des Ersten Weltkriegs diente das Gebäude ab 1918 der französischen Armee als Kaserne, nach deren Abzug wurde es von 1921 bis zum Zweiten Weltkrieg als Turnhalle genutzt. Unmittelbar nach Kriegsende musste für nahezu ein Jahr in dem Haus die örtliche Schule untergebracht werden, da das eigentliche Schulgebäude von amerikanischen Soldaten als Unterkunft beschlagnahmt worden war. 1946 fanden dort die ersten Wahlen für die Gemeindevertretung nach dem Krieg statt. Während dieser Zeit wurde der Dachreiter entfernt und die straßenseitige Fassade umgestaltet.
Nach dem Auszug der Schule mietete der in Gustavsburg geborene Kurt Palm, der nach kurzer Kriegsgefangenschaft im Frühjahr 1946 wieder in seinen Heimatort zurückgekehrt war, von der Leitung des im Ort angesiedelten MAN-Werkes das Gebäude mit der Idee an, darin ein kleines Lichtspielhaus einzurichten. Für dessen Betrieb erhielt Palm am 26. März 1947 von der US-amerikanischen Militärregierung die Genehmigung. Aus dem Trümmerschutt des benachbarten Mainz brachte er in Rucksäcken und Taschen Steine nach Gustavsburg und mauerte einen feuerfesten Vorführraum mit 280 Sitzplätzen. In der französischen Besatzungszone trieb er zwei Vorführgeräte auf.
Schließlich eröffneten am Gründonnerstag des Jahres 1947, dem 3. April 1947, die Burg-Lichtspiele ihre Pforten. Für einen Eintritt von 60 Reichspfennig konnten die Zuschauer werktags einmal und sonntags viermal neue Filme sehen. Von der Nachrichtenkontrolle der Militärregierung wurden anfänglich nur amerikanische Filme mit deutschen Untertiteln zugeteilt, ab 1948 auch deutsche und österreichische Filme ohne politische Tendenz. 1952 baute Palm an der Ostseite des Kinos und unmittelbar baulich verbunden eine Gaststätte an.
Für Palm war die Eröffnung der Burg-Lichtspiele der Start zu einer erfolgreichen Karriere als Filmproduzent. Das Lichtspielhaus selbst wurde 1986 von der Gemeinde Ginsheim-Gustavsburg von den MAN-Werken angepachtet, um darin ein kommunales Kino zu betreiben. Als Träger des inzwischen auf 99 Plätze verkleinerten Kinos trat die Volkshochschule Mainspitze und die Jugendpflege Ginsheim-Gustavsburg auf. Von Februar 2008 bis zur Wiedereröffnung April 2012 war der Spielbetrieb wegen erheblicher Baumängel eingestellt.